# Kamila Kułakowska
Kamila Kułakowska – polska śpiewaczka operowa i pedagog śpiewu.
Absolwentka Wydziału Wokalno-Aktorskiego Akademii Muzycznej w Bydgoszczy. Występowała m.in. w Teatrze Wielkim-Operze Narodowej, w Operze Nova w Bydgoszczy, w Operze Krakowskiej, w Operze na Zamku w Szczecinie, Filharmonii Narodowej w Warszawie, Filharmonii Narodowej w Sofii, w Mozarteum w Salzburgu. Uczestniczka wielu festiwali muzycznych: m.in. Ars Cameralis w Krakowie, Festiwalu Moniuszkowskiego w Kudowie Zdroju, Międzynarodowego Festiwalu Wratislavia Cantans. Laureatka konkursów wokalnych, m.in. Międzynarodowego Konkursu Sztuki Wokalnej im. Ady Sari w Nowym Sączu (II nagroda i szereg innych wyróżnień), Międzynarodowego Konkursu Wokalnego im. Stanisława Moniuszki w Warszawie (nagroda specjalna Fundacji Kościuszkowskiej).
Od 2013 prowadzi klasę śpiewu solowego w Akademii Muzycznej w Bydgoszczy. W 2019 w Akademii Muzycznej w Łodzi uzyskała stopień doktora habilitowanego w dziedzinie sztuk muzycznych.

## Wybrane nagrody
- 2005: III Konkurs Wokalny im. Haliny Halskiej-Fijałkowskiej we Wrocławiu – III nagroda
- 2006: III Konkurs Wokalny im. Ignacego Jana Paderewskiego w Bydgoszczy – II nagroda[2]
- 2007: XII Międzynarodowy Konkurs Sztuki Wokalnej im. Ady Sari w Nowym Sączu – II nagroda[3]